# Henri Pescarolo
Henri Jacques William Pescarolo (Parigi, 25 settembre 1942) è un ex pilota automobilistico e dirigente sportivo francese.

## Carriera

### Le monoposto
Campione francese di Formula 3 nel 1967, è poi vicecampione europeo e francese di Formula 2 nel 1968. Nello stesso anno con la Matra fa il suo esordio nel campionato di Formula 1 al Gran Premio del Canada. Ottiene il nono posto nel Gran Premio del Messico.

Nel 1969 si dedica quasi esclusivamente alle Vetture Sport partecipando per la prima volta alla 24 Ore di Le Mans, sempre al volante di una Matra. Nella stagione vince anche la 1000 km di Parigi e chiude al quinto posto il Gran Premio di Germania con una Matra di Formula 2.
Nel 1970, sempre con la vettura francese, disputa un'ottima annata in Formula 1, conquistando il terzo posto a Monaco, un quinto in Francia e due sesti (Gran Premio del Belgio e Gran Premio di Germania). Nel campionato mondiale marche vince la 1000 km di Buenos Aires.
L'anno seguente viene ingaggiato da Frank Williams che dispone di una March privata. Secondo in Argentina, in una prova non valida per il mondiale, conquista un quarto e un sesto posto in campionato. Ottiene anche il giro più veloce nella combattutissima gara di Monza, tra l'altro la velocità di 247,016 km/h rappresentò fino al 2018 la più alta media sul giro fatta segnare in gara da una Formula 1. Con l'Autodelta, assieme a Andrea De Adamich, si aggiudica la BOAC 1000, per la categoria Vetture Sport.
La collaborazione con Williams continuò anche nel 1972. I risultati furono modesti, se si esclude il terzo posto nella Rothmans 50000, gara non valida per il campionato corsa a Brands Hatch. Pescarolo sarà anche protagonista di uno spettacolare incidente nel corso del Gran Premio di Gran Bretagna, quando Williams decise di far debuttare una sua monoposto, anche se denominata Politoys, al posto della solita March clienti.
Il 1972 sarà anche l'anno della prima affermazione nella 24 Ore di Le Mans, al fianco di Graham Hill.
Vittoria bissata anche l'anno successivo, sempre con una Matra. In Formula 1 prenderà parte a tre gare: il Gran Premio di Spagna 1973 alla guida della March, chiudendo ottavo.
Nel 1974 corre a pieno ritmo in Formula 1 anche se con una poco competitiva BRM, intanto si aggiudica per la terza volta l'amata 24 Ore di Le Mans. Corre con la Surtees nel 1975 mentre nel 1976 passa al team Norev Racing, che dispone di una Surtees privata. Ma non ottiene nessun risultato di rilievo. Verrà iscritto dalla British Formula 1 Racing, che dispone di una March, al Gran Premio di Francia del 1977 ma non vi prenderà parte.

### Le vetture a ruote coperte
Sebbene abbia militato per diversi anni in Formula 1, Pescarolo non riuscì mai ad esprimere appieno il proprio potenziale, poiché raramente gli capitò di correre al volante di vetture all'altezza delle sue capacità. Fu tuttavia nella categoria Sport che Henri ebbe modo di dimostrare pienamente quello di cui era capace. Da sempre legato alla Matra, sia in Formula 1 che nelle gare di durata, fu al volante delle "voiture bleu" che colse i più significativi successi sul tracciato francese. Nel 1972, in compagnia del già campione del mondo di Formula 1 Graham Hill, al volante della Matra MS670 V12, colse il suo primo successo nella gara di durata più celebre al mondo. 
L'anno successivo a Le Mans, nel 1973, in compagnia del suo amico e coequipier Gérard Larrousse, al volante della barchetta MS670B, riuscì a sconfiggere la Ferrari che, con le ottime 312PB, tentarono di sfidare il team francese. Netto, anche in questo caso, il trionfo dei transalpini.
Anche nel 1974, sempre al volante della Matra MS670B, la coppia Pescarolo/Larrousse riuscirà ad aggiudicarsi la 24 Ore di Le Mans relegando al secondo posto la Porsche 911 Carrera RSR Turbo di Van Lennep/Marko.
Contestualmente ai trionfi di Le Mans, Pescarolo colse numerose vittorie anche nelle gare del Mondiale Marche, permettendo all'Équipe Matra Sport di conquistare due titoli mondiali (1973-1974).
L'ultima vittoria di Pescarolo a Le Mans risale al 1984: al volante della Porsche 956B del Joest Racing Team, in compagnia del tedesco Klaus Ludwig, riuscirà a sconfiggere la resistenza delle Lancia LC2/84, schierate dal team ufficiale Martini Racing International.
Sempre nel 1984 partecipa alla 1000 km del Nurburgring, al volante di una Porsche 956, come compagno di Stefan Johansson e di un certo Ayrton Senna, di cui ricorda: "È arrivato, mi ha dato quattro secondi a giro e se n'è andato dicendo che la vettura era pesante, non camminava e non era per niente interessante". Il brasiliano, con la pioggia battente, detiene il giro più veloce, poi però la vettura è attardata da problemi elettrici e da una foratura e termina ottava.
Infine, ultimo acuto di Pescarolo nell'Endurance, in qualità di pilota, il trionfo nella 24 Ore di Daytona del 1991. Anche in questo caso al volante di una Porsche, una 962 IMSA.
Henri Pescarolo è anche un appassionato pilota di aerei ed elicotteri (ha anche dato alle stampe il volume Elicotteri per Magnus). Ai comandi di un biplano Pitts Special si è esibito in numerose manifestazioni di volo acrobatico.

### L'attività di costruttore
Terminata la carriera da pilota, Pescarolo ha intrapreso la carriera di costruttore dando vita alla Pescarolo Sport. Tale scuderia, pur capace di raggiungere taluni buoni risultati sportivi, è ben presto entrata in ristrettezze economiche, per poi finire sotto amministrazione controllata e infine fallire (previa estromissione dello stesso Pescarolo). Alla successiva asta fallimentare tenutasi nell'ottobre 2010 un trio di facoltosi appassionati di automobilismo decisero di rilevare in blocco ciò che restava dell'azienda, per poi restituire il tutto all'amico e permettergli di rifondare l'attività.

## Risultati alla 24 ore di Le Mans
| Anno | Team                                   | Co-Drivers                            | Auto                       | Classe   | Giri | Pos. | Class Pos. |
| ---- | -------------------------------------- | ------------------------------------- | -------------------------- | -------- | ---- | ---- | ---------- |
| 1966 | Matra                                  | Jean-Pierre Jaussaud                  | Matra M620-BRM             | P 2.0    | 35   | DNF  | DNF        |
| 1967 | Matra                                  | Jean-Pierre Jaussaud                  | Matra MS630-BRM            | P 2.0    | 55   | DNF  | DNF        |
| 1968 | Matra                                  | Johnny Servoz-Gavin                   | Matra MS630                | P 3.0    | 283  | DNF  | DNF        |
| 1970 | Matra-SIMCA                            | Jean-Pierre Beltoise                  | Matra-SIMCA MS660          | P 3.0    | 79   | DNF  | DNF        |
| 1971 | Scuderia Filipinetti                   | Mike Parkes                           | Ferrari 512                | S 5.0    | 120  | DNF  | DNF        |
| 1972 | Equipe Matra-SIMCA Shell               | Graham Hill                           | Matra-SIMCA MS670          | S 3.0    | 344  | 1st  | 1st        |
| 1973 | Equipe Matra-SIMCA Shell               | Gérard Larrousse                      | Matra-SIMCA MS670B         | S 3.0    | 355  | 1st  | 1st        |
| 1974 | Equipe Gitanes                         | Gérard Larrousse                      | Matra-SIMCA MS670C         | S 3.0    | 337  | 1st  | 1st        |
| 1975 | Gitanes Automobiles Ligier             | François Migault                      | Ligier JS2-Ford Cosworth   | S 3.0    | 146  | DNF  | DNF        |
| 1976 | Inaltera                               | Jean-Pierre Beltoise                  | Inaltera LM-Ford Cosworth  | GTP      | 305  | 8th  | 1st        |
| 1977 | Martini Racing Porsche System          | Jacky Ickx                            | Porsche 936/77             | S +2.0   | 45   | DNF  | DNF        |
| 1978 | Martini Racing Porsche System          | Jacky Ickx Jochen Mass                | Porsche 936/78             | S +2.0   | 255  | DNF  | DNF        |
| 1979 | ITT Oceanic Rondeau                    | Jean-Pierre Beltoise                  | Rondeau M379-Ford Cosworth | S +2.0   | 279  | 10th | 2nd        |
| 1980 | ITT Rondeau                            | Jean Ragnotti                         | Rondeau M379-Ford Cosworth | S +2.0   | 124  | DNF  | DNF        |
| 1981 | Oceanic Rondeau                        | Patrick Tambay                        | Rondeau M379-Ford Cosworth | 2 +2.0   | 41   | DNF  | DNF        |
| 1982 | Otis Rondeau                           | Jean Ragnotti Jean Rondeau            | Rondeau M382-Ford Cosworth | C        | 146  | DNF  | DNF        |
| 1983 | Ford France                            | Thierry Boutsen                       | Rondeau M482-Ford Cosworth | C        | 174  | DNF  | DNF        |
| 1984 | New-Man Joest Racing                   | Klaus Ludwig                          | Porsche 956B               | C1       | 360  | 1st  | 1st        |
| 1985 | Martini Lancia                         | Mauro Baldi                           | Lancia LC2                 | C1       | 358  | 7th  | 7th        |
| 1986 | Kouros Racing Team                     | Christian Danner Dieter Quester       | Sauber C8-Mercedes         | C1       | 86   | DNF  | DNF        |
| 1987 | Kouros Racing                          | Mike Thackwell Hideki Okada           | Sauber C9-Mercedes         | C1       | 123  | DNF  | DNF        |
| 1988 | Silk Cut Jaguar Tom Walkinshaw Racing  | John Watson Raul Boesel               | Jaguar XJR-9LM             | C1       | 129  | DNF  | DNF        |
| 1989 | Joest Racing                           | Claude Ballot-Léna Jean-Louis Ricci   | Porsche 962C               | C1       | 371  | 6th  | 6th        |
| 1990 | Joest Porsche Racing                   | Jean-Louis Ricci Jacques Laffite      | Porsche 962C               | C1       | 328  | 14th | 14th       |
| 1991 | Konrad Motorsport Joest Porsche Racing | Louis Krages Bernd Schneider          | Porsche 962C               | C2       | 197  | DNF  | DNF        |
| 1992 | Courage Compétition                    | Bob Wollek Jean-Louis Ricci           | Cougar C28LM-Porsche       | C3       | 335  | 6th  | 1st        |
| 1993 | Joest Porsche Racing                   | Bob Wollek Ronny Meixner              | Porsche 962C               | C2       | 351  | 9th  | 4th        |
| 1994 | Courage Compétition                    | Alain Ferté Franck Lagorce            | Courage C32LM-Porsche      | LMP1 C90 | 142  | DNF  | DNF        |
| 1995 | Courage Compétition                    | Franck Lagorce Éric Bernard           | Courage C41-Chevrolet      | WSC      | 26   | DNF  | DNF        |
| 1996 | La Filière Elf                         | Franck Lagorce Emmanuel Collard       | Courage C36-Porsche        | LMP1     | 327  | 7th  | 2nd        |
| 1997 | La Filière Elf                         | Jean-Philippe Belloc Emmanuel Clérico | Courage C36-Porsche        | LMP      | 319  | 7th  | 4th        |
| 1998 | Courage Compétition                    | Olivier Grouillard Franck Montagny    | Courage C36-Porsche        | LMP1     | 304  | 15th | 4th        |
| 1999 | Pescarolo Promotion Racing Team        | Michel Ferté Patrice Gay              | Courage C50-Porsche        | LMP      | 327  | 9th  | 8th        |

## Risultati in F1
| 1968 | Scuderia | Vettura |  |  |  |  |  |  |  |  |  |     |   |    |  |  |  |  | Punti | Pos. |
| ---- | -------- | ------- |  |  |  |  |  |  |  |  |  | --- | - | -- |  |  |  |  | ----- | ---- |
| 1968 | Matra    | MS11    |  |  |  |  |  |  |  |  |  | Rit | 9 | NP |  |  |  |  | 0     |      |

| 1969 | Scuderia | Vettura |  |  |  |  |  |  |   |  |  |  |  |  |  |  |  |  | Punti | Pos. |
| ---- | -------- | ------- |  |  |  |  |  |  | - |  |  |  |  |  |  |  |  |  | ----- | ---- |
| 1969 | Matra    | MS7     |  |  |  |  |  |  | 5 |  |  |  |  |  |  |  |  |  | 0     |      |

| 1970 | Scuderia | Vettura |   |     |   |   |   |   |     |   |    |     |   |   |   |  |  |  | Punti | Pos. |
| ---- | -------- | ------- | - | --- | - | - | - | - | --- | - | -- | --- | - | - | - |  |  |  | ----- | ---- |
| 1970 | Matra    | MS120   | 7 | Rit | 3 | 6 | 8 | 5 | Rit | 6 | 14 | Rit | 7 | 8 | 9 |  |  |  | 8     | 12º  |

| 1971 | Scuderia | Vettura   |    |     |   |    |     |   |     |   |     |    |     |  |  |  |  |  | Punti | Pos. |
| ---- | -------- | --------- | -- | --- | - | -- | --- | - | --- | - | --- | -- | --- |  |  |  |  |  | ----- | ---- |
| 1971 | March    | 701 e 711 | 11 | Rit | 8 | NC | Rit | 4 | Rit | 6 | Rit | NP | Rit |  |  |  |  |  | 4     | 17º  |

| 1972 | Scuderia       | Vettura |   |    |    |     |    |  |     |     |  |    |    |    |  |  |  |  | Punti | Pos. |
| ---- | -------------- | ------- | - | -- | -- | --- | -- |  | --- | --- |  | -- | -- | -- |  |  |  |  | ----- | ---- |
| 1972 | March Politoys | 721 FX3 | 8 | 11 | 11 | Rit | NC |  | Rit | Rit |  | NQ | 13 | 14 |  |  |  |  | 0     |      |

| 1973 | Scuderia          | Vettura       |  |  |  |   |  |  |  |     |  |  |    |  |  |  |  |  | Punti | Pos. |
| ---- | ----------------- | ------------- |  |  |  | - |  |  |  | --- |  |  | -- |  |  |  |  |  | ----- | ---- |
| 1973 | March Iso Rivolta | 721G e 731 IR |  |  |  | 8 |  |  |  | Rit |  |  | 10 |  |  |  |  |  | 0     |      |

| 1974 | Scuderia | Vettura     |   |    |    |    |     |     |     |     |     |     |    |  |     |  |  |  | Punti | Pos. |
| ---- | -------- | ----------- | - | -- | -- | -- | --- | --- | --- | --- | --- | --- | -- |  | --- |  |  |  | ----- | ---- |
| 1974 | BRM      | P160E e 201 | 9 | 14 | 18 | 12 | Rit | Rit | Rit | Rit | Rit | Rit | 10 |  | Rit |  |  |  | 0     |      |

| 1976 | Scuderia        | Vettura |  |  |  |  |  |    |  |     |     |    |   |    |    |    |    |  | Punti | Pos. |
| ---- | --------------- | ------- |  |  |  |  |  | -- |  | --- | --- | -- | - | -- | -- | -- | -- |  | ----- | ---- |
| 1976 | BS Fabrications | TS19    |  |  |  |  |  | NQ |  | Rit | Rit | NQ | 9 | 11 | 17 | 19 | NC |  | 0     |      |

| Legenda | 1º posto     | 2º posto | 3º posto    | A punti         | Senza punti/Non class.  | Grassetto – Pole position Corsivo – Giro più veloce |
| Legenda | Squalificato | Ritirato | Non partito | Non qualificato | Solo prove/Terzo pilota | Grassetto – Pole position Corsivo – Giro più veloce |